# 澤野健太郎
澤野 健太郎（さわの けんたろう、1985年9月20日 - ）は日本の男性ファッションモデルである。バークインスタイル所属。

## 経歴

### モデル
これまでにギャルソンシノワ、banal chic bizzarl、roen、Burton”GRAVIS” ”analog”show、アニエス・ベーなどのショーに出演。また、BLACK　MEANS、KURO、日本マクドナルド、KURO ‘10、eight、WILLCOM、ホワイトマンプロジェクト、などの広告に起用されている。雑誌では『WOOFIN'』『Ollie』などのストリート雑誌から『MEN'S NON-NO』といったファッション雑誌まで幅広く登場している。

## 人物
趣味は音楽鑑賞、ルアーフィッシング、風景の写真撮影。個人的に環境保護活動を行っている。

## 出演

### テレビCM
- 成田空港「Hello,Goodbye」（2010年）
- グリコ「タパスタ」（2010年）
- 日産「キックス」（2021年）

### ミュージック・ビデオ
- lego big morl「溢れる」（2009年）

### 映画
- SOAP BUBBLE KISS（2007年）
- この花は紅茶で出来ている（2010年） - 向井 役